# Per Oscar Gustav Dahlberg
Per Oscar Gustav Dahlberg (* 7. Juli 1953 in Torshälla, Schweden) ist ein schwedischer Grafiker, wohnhaft in Sopot und in Paris.
Er studierte 1974–1975 in Eskilstuna (Schweden).
Danach studierte er 3 Jahre lang Grafik in Cambridge und weitere 6 Jahre lang am Royal College of Art in London, wo er zum Doktor der Philosophie promoviert wurde.
Er beschäftigt sich mit Grafik, Malerei, Bildhauerei, Bemalen von Textilien, Veranstaltung von audiovisuellen Darbietungen, Herstellung von Werbe- und Trickfilmen.
Seine Architekturzeichnungen wurden zur Inspiration beim Entwurf vom Krummen Häuschen in Sopot, Bohaterów-Monte-Cassino-Straße 53.